# Almindelig dansefatning
Almindelig dansefatning eller almindelig fatning er ligesom flyverfatning, Trojkafatning og Sidevendt korsgreb, et udtryk man møder i forbindelse med folkedans. Ved almindelig fatning står de to dansere sammen med fronten mod hinanden. Det er faktisk samme fatning som inden for valse i standarddans, hvor damen holder på skulderen, herren om livet og deres anden frie hånd mødes foran.